# スリア・カラタユド
スリア・カラタユド (Zulia Inés Calatayud Torres、1979年11月9日-)は、キューバの陸上競技選手である。800m走を得意とし、2005年の世界陸上では金メダルを獲得している。

## 主な実績
| 年   | 大会                               | 場所                         | 種目 | 結果   | 記録      |
| ---- | ---------------------------------- | ---------------------------- | ---- | ------ | --------- |
| 1998 | 世界ジュニア                       | アネシー（フランス）         | 400m | 準決勝 | 53秒93    |
| 1999 | 世界陸上選手権                     | セビリヤ（スペイン）         | 800m | 予選落 | 2分00秒93 |
| 2000 | オリンピック                       | シドニー（オーストラリア）   | 800m | 6位    | 1分58秒66 |
| 2001 | 世界陸上選手権                     | エドモントン（カナダ）       | 800m | 準決勝 | 2分01秒04 |
| 2004 | オリンピック                       | アテネ（ギリシャ）           | 800m | 8位    | 2分00秒95 |
| 2005 | 世界陸上選手権                     | ヘルシンキ（フィンランド）   | 800m | 金     | 1分58秒82 |
| 2005 | IAAFワールドアスレチックファイナル | モンテカルロ（モナコ）       | 800m | 1位    | 1分59秒07 |
| 2006 | IAAFワールドアスレチックファイナル | シュトゥットガルト（ドイツ） | 800m | 1位    | 1分59秒02 |
| 2006 | IAAFワールドカップ                 | アテネ（ギリシャ）           | 800m | 1位    | 2分00秒06 |

## 自己ベスト
- 400 m - 50.87 (2001年)
- 800 m - 1:56.09 (2002年)